# De forsvundne breve
De forsvundne breve er en dansk kortfilm fra 1967 med instruktion og manuskript af Annelise Hovmand.

## Handling
Grundlaget for filmen er Villy Sørensens skræmmende nutidige fabel om menneskers kontaktbehov og forvrængede kontaktmuligheder resulterende i den grusomme historie om den ensomme, forskræmte bølles mord på postbudet efter at have stillet ham overfor valget: Brevene eller livet - og om de følger, mordet får for bøllen selv og hans ligeså forskræmte medmennesker.